# بیمارستان فوق تخصصی مرکزی صنعت نفت تهران
بیمارستان فوق تخصصی مرکزی صنعت نفت تهران در سال ۱۳۳۴ خورشیدی مطابق با (۱۹۵۵ میلادی) در زمینی به متراژ ۱۰۰۰۰ متر مربع با ۱۲۰ تخت تأسیس گردید. طرح اصلی بیمارستان توسط دکتر رایتوس کاراپتیان جراح بیمارستان آبادان پیشنهاد شد و در منزل مستر سدان (mr. sedan) آخرین مدیر شرکت ملی نفت ایران و انگلیس در تهران بنا گردید.
این بیمارستان در حال حاضر دارای ۲۵۵ تخت بستری به صورت دایر و ۳۳۱ تخت بستری به صورت مصوب می‌باشد.
بیمارستان فوق تخصصی مرکزی صنعت نفت تهران هر ساله توسط کارشناسان دانشگاه علوم پزشکی شهید بهشتی و وزارت بهداشت و درمان و آموزش پزشکی از تمامی جهات مورد ارزشیابی قرارمی گیرد و هرساله موفق به کسب ارزشیابی درجه یک از سوی وزارت مذکور شده‌است.

## بخش‌های بیمارستان
این بیمارستان دارای بخش‌های تخصصی قلب(CCU) – جراحی قلب – مراقبت‌های ویژه(ICU-NICU) – داخلی- آندوسکوپی - جراحی – اطفال – دی کلینیک – آنکولوژی – آزمایشگاه – پاتولوژی -رادیولوژی(MRI – CT SCAN) – سونوگرافی – فیزیوتراپی و توانبخشی قلبی – تله مدیسن- زنان و زایمان – اتاق عمل جنرال و قلب – اعصاب و روان زنان و مردان - پزشکی هسته‌ای – دیالیز – داروخانه و کلینیک‌های تخصصی و فوق تخصصی می‌باشد.

## افتخارات
- گواهینامه 2008/9001ISO
- گواهینامه بیمارستان دوستار کودک
- برنده جایزه ملی کیفیت ایران در سطح اهتمام
- اخذ ارزشیابی درجه یک

## وب سایت
- بهداشت و درمان صنعت نفت تهران